# Wingspan
Wingspan là một board game (trò chơi bảng) cho 1-5 người chơi do Elizabeth Hargrave thiết kế và Stonemaier Games xuất bản năm 2019. Trong trò chơi này, người chơi thi đua nhau thu hút các loài chim vào khu bảo tồn chim của mình. Wingspan nhận nhiều khen thưởng vì các hình ảnh minh họa, cách miêu tả chính xác về môi trường sống của chim, cũng như lối chơi.  Trò chơi đã giành giải Kennerspiel des Jahres năm 2019 trong hạng mục trò chơi cho người thành thạo hay nhất trong năm.

## Bối cảnh và các chủ đề
Hargrave lấy nguồn cảm hứng cho trò chơi sau những lần đến Hồ Artemesia gần nơi mình sống ở Maryland.  Tại đó, cô đã ghi nhận các quan sát các loài chim tìm thấy được trong những bảng cá nhân; bảng quan sát của cô đã dài đến 600 hàng và 100 cột. Những khả năng đặc biệt của những loài chim trong trò chơi được dựa vào những đặc điểm của những loài chim thật mà Hargrave đã ghi nhận.

## Lối chơi
Trong Wingspan, người chơi đưa những con chim, tượng trưng bằng 170 con bài có hình ảnh minh họa đặc trưng, vào rừng, đồng cỏ, đất ngập nước. Trong bốn ván chơi, người chơi đưa chim vào ba môi trường sống này, được tượng trưng bằng những hàng trong bảng chơi của mỗi người, với đủ chỗ cho 5 con mỗi hàng.

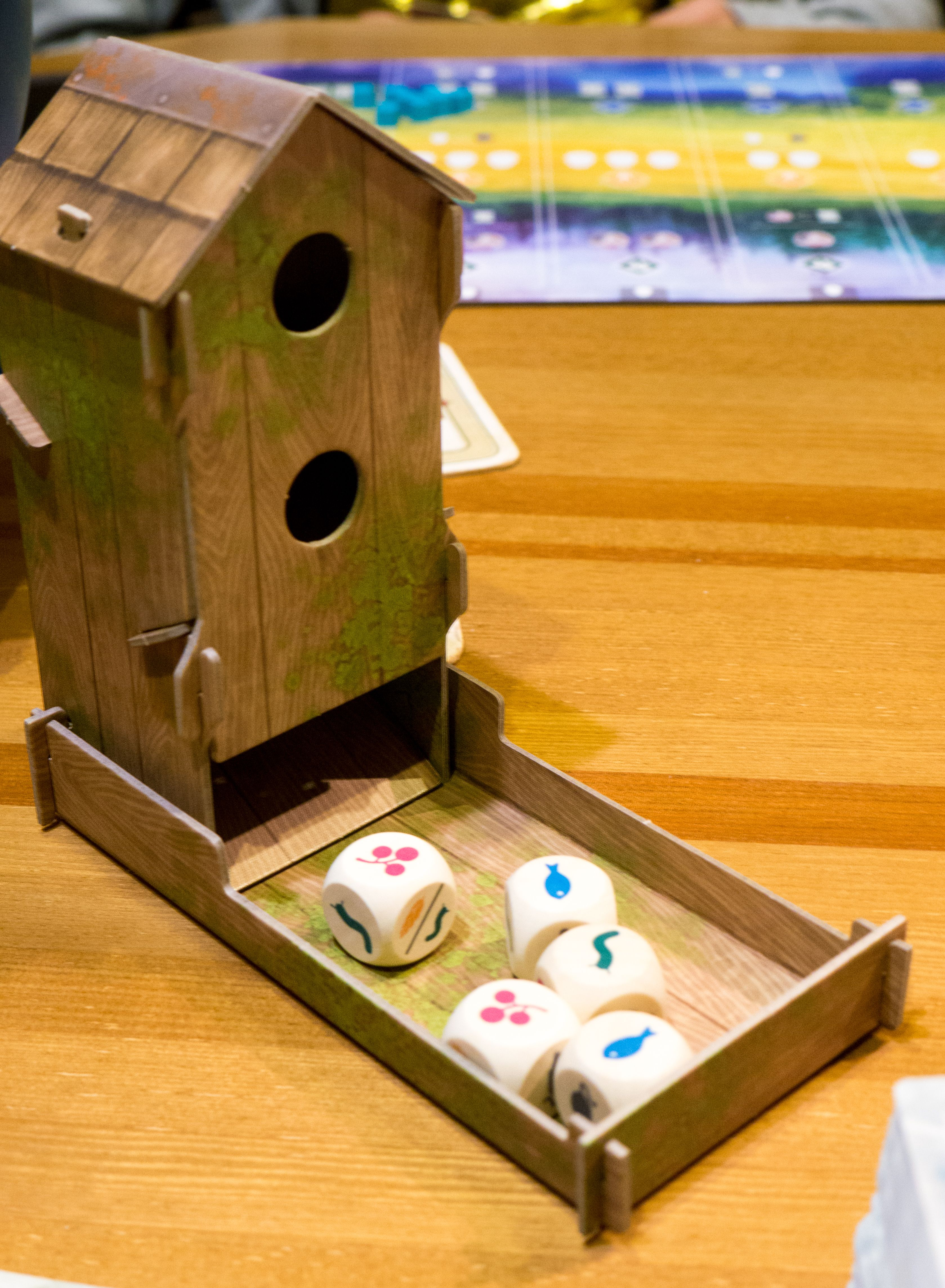
Tháp cho chim ăn và súc sắc trong trò chơi

Trong mỗi ván chơi, người chơi có thể chọn một số thao tác giới hạn từ bốn thể loại: rút bài chim mới, đặt chim từ sắp bài trên tay vào môi trường sống của nó, lấy thức ăn, hay đẻ trứng.  Để chơi chim, người chơi phải sử dụng trứng đã đẻ. Sức mạnh của mỗi thao tác phụ thuộc vào số con bài đã được đặt trong môi trường sống đó, và các thao tác thưởng thêm được kịch hoạt bởi các con chim đã có sẵn tại môi trường sống liên quan đến thao tác.
Ngoài việc đưa chim vào môi trường sống, người chơi cũng được điểm qua những mục tiêu đạt được trong mỗi ván chơi và suốt cuộc chơi, số trứng thu được, cũng như số luơng thực và các con bài được lưu trữ trên các con bài khác (tượng trưng cho số lương thực và săn bắt giành được từ những con chim của người chơi).
Kể từ lần in thứ 7 (phiên bản STM910), hộp chơi Wingspan có một cẩm nang giải thích cách chơi ban đầu cùng với 10 con bài chim mới nhằm giúp người chơi mới thích nghi với trò chơi.

### Phần mở rộng
Wingspan European Expansion là phiên bản mở rộng đầu tiên, xuất bản vào năm 2019. Wingspan European Expansion thêm vào 81 lá bài chim mới và độc nhất vô nhị, 10 lá bài mục tiêu cuối ván, và 5 lá bài bonus. Phiên bản điện tử của Wingspan: European Expansion được phát hành trên Tabletopia vào ngày 13 tháng 12 năm 2019. Phiên bản này thêm một số cơ chế và chức năng chim mới. Vào ngày 8 tháng 1 năm 2020, phiên bản mở rộng cũng được phát hành trên Steam.
Wingspan Oceania Expansion là phiên bản mở rộng thứ hai, được công bố vào tháng 1 năm 2020 và phát hành sau đó. Loài chim đà điểu Emu là loài chim đầu tiên được xác nhận trong phiên bản này. Phiên bản Oceania Expansion thêm 95 lá bài chim, 8 lá bài mục tiêu cuối ván, 5 thảm người chơi mới, và một loại thức ăn mới gọi là mật hoa.

### Phiên bản điện tử
Theo Slate, hiện nay Wingspan có sẵn trong "125.000 phiên bản điện tử trên Steam, Nintendo Switch, Xbox, và iOS."
Phiên bản điện tử được phát hành vào ngày 4 tháng 1 năm 2019 trên Tabletopia. Sau đó, vào tháng 2 năm 2019 trò chơi cũng được phát hành trên Steam.

## Các giải thưởng và đề cử
- 2019 Deutscher Spiele Preis[22]
- 2019 International Gamers Award - General Strategy: Multi-player (đề cử)[23]
- 2019 Kennerspiel des Jahres (trò chơi của năm cho người sành sỏi)[24]
- 2019 Nederlandse Spellenprijs Best Expert Game (đề cử)[25]
- 2019 Board Game Quest Awards Trò chơi của năm.[26]
- 2019 Diamond Climber Award Trò chơi của năm.[27]
- 2019 The Dice Tower Trò chơi của năm[28]
- 2019 The Golden Geek Award Trò chơi bảng của năm, trình bày đồ họa, trò chơi bài, trò chơi gia đình, trò chơi sáng tạo, trò chơi một mình, trò chơi chiến lược, và phiên bản mở rộng tốt nhất (phiên bản mở rộng châu Âu)[29]
- 2020 American Tabletop Awards: thắng mục trò chơi chiến lược[30][31]

## Đón nhận

### Phê bình
Wingspan được đón nhật hầu hết là tốt và được tuyên dương rộng rãi. Nhà phê bình trò chơi bảng Matt Thrower cho rằng Wingspan là "trò chơi hot nhất" của năm 2019, và Said Al-Azzawi từ tờ Los Angeles Times viết rằng nó là "một trong những trò chơi được tuyên dương nhất trong năm trong ngành trò chơi bảng".
Tờ New Scientist liệt kê Wingspan trong danh sách "9 trò chơi bảng hay nhất dành cho những người hâm mộ khoa học và kỹ thuật":
Đối với những người yêu thích thiên nhiên, sinh thái học, và sinh học, Wingspan của Elizabeth Hargrave là một trò chơi được trình bày đẹp đẽ, không xung đột ca tụng sự đa dạng của các loài chim. Người chơi được tính điểm khi thu hút được những loài khác nhau đến khu bảo tồn của họ.  Nó có hàng trăm con bài chim được minh họa đẹp với những chức năng đặc biệt cộng dồn với nhau khi sống trong các môi trường khác nhau.
The Guardian, trong một bài đánh giá các trò chơi có nguồn từ các ngành STEM thì đánh giá:
Ít trò chơi nhìn được quyến rũ như Wingspan khi được trải ra trên bàn của bạn. [...] Nó thật là tao nhã, dễ học cách chơi và thật là một niềm vui khi choi; nó đáng được trở thành một trò chơi ăn khách.

### Doanh thu
Trò chơi đã bán được 44.000 bản trên toàn thế giới với ba ấn bản trong vòng 2 tháng sau khi ra mắt, và nhà xuất bản phải công khai xin lỗi vì không có đủ hàng bán. Đến cuối năm 2019, trò chơi đã bán được 200.000 bản toàn cầu. Wingspan đã bán được 600.000 bản đến tháng 3 năm 2021 và 1,3 bản đến tháng 9 năm đó.
Vào thời điểm tháng 3 năm 2021, trò chơi đứng vị trí thứ 20 trong 18.000 trò chơi được xếp hạng trong cơ sở dữ liệu của BoardGameGeek.